# 購物狂的異想世界
是一部2009年的美國愛情喜劇電影，改編自蘇菲·金索拉的《Shopaholic》小說系列的首兩本。由保羅·约翰·霍根執導，艾拉·費雪飾演購物狂記者，休·丹西飾演她的上司。

## 劇情
個性古靈精怪又天生樂觀的麗貝卡‧布盧姆伍德（艾拉·費雪 飾演）住在五光十色的紐約市，喜歡玩樂的她非常會購物。她夢想能到她最喜歡的時尚雜誌工作，但卻不是很順利，她卻得到同一家出版公司的財經雜誌青睞，擔任專欄作家的工作。很諷刺的是，作為財經記者的她，一方面教人如何理財，而另一方面自己又難以自拔的揮霍無度，只能選擇不斷自圓其謊和不聞不問來逃避債務。面對接踵而來的帳單，麗貝卡曾經試圖戒掉購物癮，但卻以失敗而告終。於是她必需想盡各種辦法來賺更多的錢補足這些龐大金額的帳單。

## 演員
- 艾拉·費雪 飾 Rebecca Bloomwood（英语：Becky Bloomwood）
- 休·丹西 飾 Luke Brandon
- 克萊斯汀·瑞特 飾 Suze Cleath-Stuart
- 尊·古曼 飾 Graham Bloomwood
- 瓊安·庫薩克 飾 Jane Bloomwood
- 尊·力高 飾 Edgar West
- 姬絲汀·史葛·湯瑪絲 飾 Alette Naylor
- 蕾絲莉·畢柏（英语：Leslie Bibb） 飾 Alicia Billington
- 勞勃·斯坦頓（英语：Robert Stanton (actor)） 飾 Derek Smeath
- 李安·瑞德葛夫（英语：Lynn Redgrave） 飾 派對上的酒醉女士
- 茱莉·哈格提（英语：Julie Hagerty） 飾 Haley
- Nick Cornish 飾 Tarquin Cleath-Stuart
- 史蒂芬·瓜里諾（英语：Stephen Guarino） 飾 Allon
- 弗雷德·阿米森 飾 Ryan Koenig
- 溫蒂·馬利克（英语：Wendie Malick） 飾 Miss Korch
- 麥可·潘恩斯（英语：Michael Panes） 飾 Russell
- 克莉絲汀·康諾利 飾 Luke的代理人/贏得綠色圍巾投標的女人

## 新闻报导
- Film review of the comedy, romance movie
- Confessions of a Shopaholic (2009) （页面存档备份，存于）
- Isla Fisher a  billboard queen （页面存档备份，存于） （页面存档备份，存于）
- Confessions of a Shopaholic - movie review - Entertainment [永久]

## 相關电影
- 百货战警（Paul Blart: Mall Cop）